# Paratrophon quoyi
Paratrophon quoyi är en snäckart som först beskrevs av Reeve 1854.  Paratrophon quoyi ingår i släktet Paratrophon och familjen purpursnäckor. Inga underarter finns listade i Catalogue of Life.